# 謝淑妮
谢淑妮（英語：Shirley Tse）出生于香港，現定居洛杉矶，為美国当代艺术家。 謝淑妮的作品通常是装置藝術，混合雕塑、摄影和影片。謝淑妮希望以雕塑过程探索並叩問批判思考的可能性。謝淑妮現正為加州艺术学院艺术学院的教员。她曾於 2011-2014年担任艺术项目的联合主任。她亦是 ReMODEL Sculpture Education Now 座谈会的组织者，一直在耶鲁艺术学院、美國西北大學、加州工艺美术学院（旧金山）和Claremont Graduate University 擔任客席講師。

## 生平與經歷
出生於六十年代香港， 謝淑妮的雕塑、装置和摄影作品曾在全球众多博物馆展览中展出，其中包括悉尼双年展 （包括 Polymathistyrene 2000）、巴西塞阿拉双年展、台湾高雄美术馆、安大略省美术馆、加拿大、意大利博洛尼亚现代艺术博物馆、旧金山现代艺术博物馆、纽约新当代艺术博物馆、纽约 PS1 当代艺术中心、英国 Kettle's Yard 和新西兰 Govett-Brewster 美术馆。她的作品被收录在眾多文章、目录和出版中，包括 Phaidon 的 Sculpture Today (2007) 和 Akademie X - Lessons in Art + Life (2015)。  Tse 的作品亦被收錄在罗德岛设计学院博物馆、RI、香港 M+ 和香港文化博物馆。
謝淑妮多吃獲得獎學金，她于 2008 年获得洛杉矶市 (COLA) 个人艺术家奖学金，2009 年获得约翰西蒙古根海姆基金会奖学金， 并于 2012 年获得加州社区基金会视觉艺术家奖学金艺术委员会包括 Capp Street 项目，旧金山，加利福尼亚州 (2002)。除此以外，謝淑妮曾多次擔任驻场艺术家，例如在越南胡志明市的美国艺术基金会项目，加拿大阿尔伯塔省班夫的班夫艺术中心，以及缅因州的Skowhegan School of Painting and Sculpture.。
谢雪莉获选代表香港参加2019年威尼斯双年展，成为首位在双年展香港馆举办个展的女性艺术家。 威尼斯双年展于2019年五月十一日至2019年五月二十四日开幕。

## 外部連結
- https://art.calarts.edu/programs/art/program-faculty/shirley-tse （页面存档备份，存于）
- http://shirleytse.com/files/Velasco.artforum.4.07.pdf （页面存档备份，存于）
- http://shirleytse.com/files/Rugoff1-01.pdf （页面存档备份，存于）